# Google Developers
Google Code é um site da companhia Google para interesse de programadores em desenvolvimento de softwares. O site contém código-fonte aberto e uma lista de serviços que suportam a API pública do Google.

## APIs
O Google oferece uma variedade de APIs para programas de internet e para desktop para programadores, incluindo produtos como Google AdSense, Google Maps, Google Checkout e Google Toolbar.
As APIs Google AdSense e o Google AdWords são basedas no protocolo SOAP, permitindo que desenvolvedores integrem seus softwares aos serviços do Google.
A API do Google AdSense permite que os próprios sites ou blogs gerenciem os acessos e o conteúdo, enquanto a API do Google AdWords provê um acesso programático aos AdWords.

## Projetos de Software livre
Google Projects  são softwares de código-fonte aberto que são desenvolvidos pelos funcionários do Google. Este site também provê uma série de remendos (do Inglês "Patches") que são enviados aos softwares do Google por qualquer programador do mundo, fazendo com que corrija algum problema encontrado pela pessoa.

### Google Gears
Google Gears é um software que oferece acesso off-line para os serviços que normalmente somente funciona on-line. Instalando um banco de dados, baseado no SQLite, o sistema do cliente armazena as informações localmente em cache, isto é, utilizando o Google Gears, uma aplicação baseada na web periodicamente sincroniza os dados do cache local com os dados on-line. Se a conexão com a internet não está funcionando, a sincronização é abortada até que a internet se estabeleça novamente.

### Google Web Toolkit
O Google Web Toolkit é um toolkit de código-fonte aberto permitindo desenvolvedores a criar aplicativos com tecnologia Ajax em linguagem de programação Java . GWT suporta cliente-servidor, desenvolvimento e debugging em qualquer IDE Java.

## Summer of Code
Google Summer of Code  é um programa para incentivar estudantes de todo mundo a desenvolver software livre. Em 2007, o programa recebeu perto de 6.200 softwares dos mais variados projetos, alguns dos projetos são o Debian, ubuntu, GNOME, incluindo também o software da Wikipédia, o MediaWiki.

## Hospedagem de Projetos
Google Code também é um projeto de hospedagem de desenvolvimento de softwares  que fornece sistema de controle de versão usando Subversion, Git ou Mercurial, sistema de "Issue", um wiki para documentação e 100MB para download. Este serviço não necessita da aprovação dos projetos pelo Google.
O site permite as seguintes licenças Apache, GPL versão 2 e 3, BSD, LGPL, MIT, e Mozilla, esta limitação do número de licenças fornecida pelo Google é parte da política da empresa contra a proliferação de licenças.